# Mangaåret 2008

## Manga på svenska
Följande är en lista på mangaserier som kom ut på svenska med en eller flera delar under år 2008. Titlar märkta med asterisk (*) gavs tidigare ut av förlaget Mangismo och har övertagits av Egmont Kärnan.
| Bleach                      | 1-2               |
| Chrono Crusade*             | 6-8 (komplett)    |
| Death Note*                 | 1-7               |
| Drömmarnas djup             | 1 (komplett)      |
| Elemental Gelade            | 1-5               |
| Fullmetal Alchemist         | 8-13              |
| Godchild                    | 1-8 (komplett)    |
| Hellsing*                   | 7-9               |
| Inu Yasha                   | 28-39             |
| Kare first love*            | 9-10 (komplett)   |
| Keroro - grodan från rymden | 12-15 (övergiven) |
| Kingdom Hearts              | 1-2 (övergiven)   |
| Mästerdetektiven Conan      | 40-51             |
| Nana                        | 1                 |
| Naruto                      | 8-15              |
| Oh! My Goddess              | 5-14              |
| One Piece                   | 41-45             |
| Samurai Deeper Kyo*         | 23-32             |
| Shaman King                 | 5-8               |
| Sugar Sugar Rune            | 7-8 (komplett)    |
| Vampire Game*               | 12-15 (komplett)  |
| Wolf's Rain                 | 1-2 (komplett)    |
| ×××HOLiC                    | 10-11             |
| Yotsuba&!                   | 1-4 (övergiven)   |
| Yu-Gi-Oh!                   | 21-26             |

- Shojo Stars 1-12/2008
- Gratis reklampocket "Smygtitt Manga 2008-2009" med utdrag ur serier som publiceras/publicerats av Bonnier Carlsen.

## Manhwa på svenska
Följande är en lista på manhwaserier som kom ut på svenska med en eller flera delar under år 2008.
| Chronicles of the Cursed Sword | 9-10 (övergiven)  |
| I.N.V.U.*                      | 4 (övergiven)     |
| One                            | 10-11 (komplett)  |
| Rebirth                        | 14-16 (övergiven) |

## Pseudomanga på svenska
Följande är en lista på pseudomanga som kom ut på svenska med en eller flera delar under år 2008. 
| Dramacon (amerikansk manga)   | 1-2          |
| Peach Fuzz (amerikansk manga) | 3 (komplett) |
| W.i.t.c.h. Sagan              | ?            |

- W.i.t.c.h. 1-18/2008?